# Andrejs Perepļotkins
Andrejs Perepļotkins (russisch Андрей Игоревич Переплёткин; * 27. Dezember 1984 in Charkow, Ukrainische SSR) ist ein lettischer ehemaliger Fußballspieler ukrainischer Herkunft.

## Karriere
Perepļotkins wechselte im Alter von fünfzehn Jahren über Empfehlung von Marians Pahars in die Jugend des FC Southampton. Im Jahr 2003 wurde er auf Leihbasis nach Irland zu Bohemians Dublin transferiert, wo er in acht Spielen ein Tor erzielte. Am Ende der Saison wechselte er von Southampton zu Skonto Riga, wo dieser unter anderem den Livland Pokal gewann.
Im Jahr 2008 wechselte Perepļotkins leihweise von Skonto zu Derby County. Nach seinem
Debüt gegen die Doncaster Rovers am 9. August 2008 folgte nur ein weiterer Einsatz und das Leihgeschäft wurde Mitte Januar vom neuen Trainer Nigel Clough aufgelöst.
Zu Beginn des Jahres 2011 wechselte Perepļotkins zu Nasaf Karschi aus Usbekistan, wo der gebürtige Ukrainer auf Anatolij Demjanenko traf, der dort als Trainer tätig war.

## Nationalmannschaft
Für Lettland ist er seit 2007 international aktiv, nachdem ihm die lettische Staatsangehörigkeit zuerkannt wurde. Sein Debüt gab er im März 2007 gegen Liechtenstein.